# HD 42477
HD 42477，又名BD+13 1151，SAO 95352、HR 2191，是一颗恒星，视星等为6.04，位于銀經196.25，銀緯-2.44，其B1900.0坐标为赤經6h 5m 48.1s，赤緯+13° -2.44′ 36″。